# 一括補水システム
一括補水システム（いっかつほすいシステム、英: single point watering system, water filling system）とは、蓄電池の補水を目的に、蓄電池の液栓にバルブ機能を組み込んだキャップと、予め精製水を効率良く供給できるようにした配管をシステム化し装着したものである。

## 概要
鉛蓄電池は、充電時の過充電により電解液の電気分解が進みガス化が起こるため、液量が減り液面が低下する。液面が低下しすぎて電極が露出すると電極は酸化し、化学反応が可能な表面積が減少してしまい、鉛蓄電池の電気容量を減少させるため、液枯れ対策が必要とされる。
また、万が一ショートした場合などは、ガスに引火し、爆発・燃焼する重大な事故が発生するため、各セルに均等に適量を補水する必要がある。
一括補水システムは蓄電池の寿命を左右する補水管理の面倒さ、煩わしさを改善し、作業時間を短縮するために導入される。一般には、蓄電池を購入する際にオプションとして装着されるケースが多い。

## 原理
セル内の液面を感知する方法としては、以下のものがある。
フロート式バルブ
浮きを使うもの。熱や異物による変形や内部のOリングの劣化により水漏れが起こる可能性がある。
圧力式（インジェクタ式）バルブ
圧力変化によるもの。専用の圧力タンクによる給水が必要になる。

## 供給メーカー
- ジーエス・ユアサコーポレーション
- 日立化成（日立ブランド）
- フィラデルフィア サイエンティフィック（PS ブランド）